# Buxus macrophylla
Buxus macrophylla är en buxbomsväxtart som först beskrevs av Nathaniel Lord Britton, och fick sitt nu gällande namn av F. och R. Buxus macrophylla ingår i släktet buxbomar, och familjen buxbomsväxter. Inga underarter finns listade i Catalogue of Life.